# Dirección General de Aeronáutica Civil de Guatemala
La Dirección General de Aeronautica Civil -DGAC- es el organismo estatal de Guatemala encargado de regular la aviación civil en dicho país, entre sus principales funciones están: controlar el tráfico en el espacio aéreo nacional, administrar los Aeropuertos de Guatemala y regularizar el funcionamiento y adquisición de aeronaves en toda la república.  
Tiene su sede en el Aeropuerto Internacional La Aurora en la Ciudad de Guatemala.

## Historia
La Aviación Civil en Guatemala tuvo su origen a principios del siglo XX, siendo uno de los iniciadores de esta materia el Señor Dante Nannini. En 1911, se fundó lo que se llamó Academia de Aviación, siendo su Director Don Luis Ferro, de cuyo claustro formó parte el Señor Dante Nannini. La Academia de Aviación se instaló al este de la Ciudad de Guatemala, en el llamado Campo Marte.
Con fecha 11 de septiembre de 1929 durante el Gobierno presidido por el General Lázaro Chacón, se creó la Dirección General de Aeronáutica Civil como una Dependencia del Ministerio de Comunicaciones y Obras Públicas hoy Ministerio de Comunicaciones Infraestructura y Vivienda (MCIV), por medio del Decreto Gubernativo 1,032. En su inicio, la DGAC contaba únicamente con la Dirección General, el Departamento de Operaciones y Asesoría Jurídica; posteriormente y con el avance de la Aviación, dicha dependencia se fue implementando hasta contar con los Departamentos que hoy la integran.

## Actividades
Desde el punto de vista estrictamente funcional, la Ley le asigna a la DGAC funciones de carácter técnico, económico y administrativo.

### Técnico
Está facultada para desarrollar sus actividades de acuerdo a la Ley de aviación Civil, su Reglamento, a las normas y recomendaciones de la OACI, regulaciones de aviación civil y a los convenios, acuerdos y tratados aprobados y ratificados por el Gobierno de la República.
La DGAC está encargada de supervisar la construcción y operación de aeródromos, la prestación de servicios de navegación y de control de tráfico aéreo, y la prestación de los servicios de transporte, de acuerdo a requisitos, estándares y normas internacionales que garanticen la eficiencia, regularidad, seguridad y protección al vuelo; así mismo, le asigna la función de acreditación y fiscalización del personal aeronáutico y entidades vinculadas al sector de aviación civil; y la investigación de incidentes y accidentes de aviación ocurridos en el territorio nacional.

### Económico
La Ley le asigna la función de otorgar las autorizaciones para la explotación de servicios aeronáuticos (derechos de tráfico); la adjudicación a terceros, mediante licitación pública, de los servicios aeroportuarios, de navegación aérea, equipos e infraestructura aeronáutica; como así mismo, la supervisión del funcionamiento de los servicios que hayan sido concesionados a terceros; y dirimir las controversias, entre usuarios y concesionarios, que se deriven del régimen de cargos y tarifas por la prestación de servicios aeroportuarios y de navegación aérea.

### Administrativo
Está facultada para administrar un presupuesto y llevar los registros correspondientes; administrar el Registro Aeronáutico Nacional; aplicar las sanciones contempladas en la Ley de Aviación Civil; coordinar las actividades de búsqueda y salvamento de aeronaves accidentadas en el territorio nacional y otras de carácter de supervisión de Acuerdos y Convenios Internacionales en materia de aviación civil,.

## Aeropuertos de Guatemala
La DGAC es la encargada de administrar el sistema aeroportuario de Guatemala, el cual actualmente cuenta con dos Aeropuertos Internacionales, siete Aeropuertos Nacionales, y numerosos aeródromos en todas las regiones.
| Número | Nombre                                | Ciudad              |
| ------ | ------------------------------------- | ------------------- |
| 1      | Aeropuerto Internacional La Aurora    | Ciudad de Guatemala |
| 2      | Aeropuerto Internacional Mundo Maya   | Santa Elena, Petén  |
| 3      | Aeropuerto Internacional de Occidente | Quetzaltenango      |

| Número | Nombre                        | Ciudad          |
| ------ | ----------------------------- | --------------- |
| 1      | Aeropuerto de Puerto San José | Puerto San José |
| 2      | Aeropuerto de Puerto Barrios  | Puerto Barrios  |
| 3      | Aeropuerto de San Marcos      | San Marcos      |
| 4      | Aeropuerto de Retalhuleu      | Retalhuleu      |
| 5      | Aeropuerto de Coatepeque      | Coatepeque      |
| 6      | Aeropuerto de Huehuetenango   | Huehuetenango   |